# Mars 4
Mars 4 (Russisch: Марс 4) was een Russische onbemande ruimtevlucht naar de planeet Mars uit 1973. Doel was om vanuit een omloopbaan onderzoek te doen naar de rode planeet en dienen als radiostation tussen landers en vluchtleiding. Deze missie was onderdeel van de gecombineerde Mars 4, 5, 6 en 7 missie.

## Voorspel

### Ruimterace
De Sovjet-Unie verloor eind jaren zestig de maanrace. Een zachte landing op een andere planeet uitvoeren was echter nog geen van beide supermachten gelukt. Het land was er dan ook op gebrand om ditmaal wél succes te boeken. En met reden: de Russische Marssondes uit de jaren zestig mislukten door botte pech, maar waren vanuit technisch oogpunt hun tijd ver vooruit. Ook Mars 2 en 3 kenden weinig succes, opnieuw door domme pech. Ten tijde van de landing ging de rode planeet gebukt onder een enorme stofstorm. Geldgebrek dwong NASA om het lanceervenster van 1973 over te slaan. Dit bood de Russen een uitgelezen kans om de Amerikanen te snel af te zijn. De Sovjet-Unie greep deze mogelijkheid met beide handen aan en investeerde grote bedragen in vier zware verkenners.

### Ongunstig lanceervenster
Het lanceervenster voor een vlucht naar Mars was in 1973 echter ongunstiger dan in 1971. Hierdoor kon de draagraket veel minder nuttige lading richting Mars schieten. De Mars 2 en 3 beschikten over zowel een lander als voldoende brandstof om af te remmen en in een omloopbaan rond de rode planeet te geraken; dit scenario bleek nu onhaalbaar. De Russen bouwden daarom vier verkenners. De Mars 6 en 7 hadden een landingsschotel, die zij tijdens passage afschoten waarna ze in de vrije ruimte verdwenen. De Mars 4 en 5 daarentegen beschikten niet over landers; in plaats daarvan beschikten zij over een grote hoeveelheid brandstof voor de afremprocedure.

### Tijdsdruk
De constructie van de vier sondes vond onder grote tijdsdruk plaats; de gevolgen waren er dan ook naar. Technici ontdekten een groot probleem. De 2T312 transistor waarmee alle vier sondes waren uitgerust bleek na anderhalf tot twee jaar onbetrouwbaar. Dit was het geplande tijdstip van aankomst bij Mars. Men beraadslaagde wat te doen. De verantwoordelijken schatten de kans op succes op hooguit 50%. Maar politici gaven te verstaan dat de missies doorgang vonden, punt uit. De kans om Amerika een loer te draaien bleek te verleidelijk.

## Opbouw

### Gewicht
Mars 4 was toegerust met zonnepanelen voor elektriciteit en onderhield middels een schotelantenne contact met de Aarde. Leeg had het vaartuig een massa van 2270 kg, afgetankt bedroeg dit 3340 kg.

### Wetenschappelijke instrumenten
- Opnamesysteem, dat groothoek-, zoom- en panoramaopnames leverde. Het was een verbeterde versie van het systeem ingebouwd in Zond 3. De twee camera's zaten in een hermetisch afgesloten gedeelte; de gehele sonde draaide om de camera's op het gewenste doelgebied te richten. De groothoekcamera, PTU-1 (type Vega-3MCA van 8,5 kg), had een brandpuntsafstand van 52 mm en een diafragmagetal van f/2,8. Het blikveld besloeg 35,7° en het oplossend vermogen 735 m vanaf een hoogte van 2000 km. Naar keuze kon men vanaf de grond een rood, groen, blauw of oranje filter inschakelen. De zoomcamera PTU-2 (type Zufar-2CA van 9,2 kg), met een brandpuntsafstand van 350 mm en een diafragmagetal van f/4,5, had een blikveld van 5,67° bij een oplossend vermogen van 110 m op 2000 km hoogte en een oranje filter. De belichtingstijd bedroeg 1/50 of 1/150 seconde. Beide PTU's beschikten over een haspel met filmrol en een automatische miniatuur ontwikkelcentrale. Een belichte opname werd ontwikkeld, gefixeerd en gedroogd alvorens een scanner deze aftastte om het beeld naar de Aarde over te seinen. In totaal beschikte deze verkenner over 20 meter stralingvrij opgeslagen film, voldoende voor 480 foto's per camera. De door de Russen opgegeven opnameafmetingen van 23 x 22,5 mm zijn vermoedelijk onjuist; waarschijnlijker is 22 x 23,5 mm. Het vaartuig zond de ontwikkelde foto's met een bitrate van 6 kbsp naar de Aarde. Dit kon in drie resoluties: 220 x 235, 880 x 940 of 1760 x 1880 beeldpunten. Het systeem voor panoramaopnames bestond uit twee fotometers in zichtbaar en nabij-infrarood licht met een blikveld van 30°. Dit systeem vertoonde veel technische gelijkenis met de apparatuur die de Venera 9 en 10 orbiters meevoerden. Die scanden vier beeldlijnen per seconde, met een maximum van 512 beeldpunten. Het duurde anderhalf uur om zo'n opname te maken. In de praktijk liet men alle opnamen eerst in lage resolutie overseinen en dan pas in middelhoge resolutie. Interessante opnames werden nogmaals in hoge resolutie doorgeseind.
- Lyman-Alpha fotometer: dit betrof een samenwerking tussen de Sovjet-Unie en Frankrijk. Dit instrument mat Lyman-Alpha straling tijdens de vlucht naar Mars. Rond Mars bekeek het verstrooid zonlicht op 1216 Å om de aanwezigheid van atomische waterstof in de Marsatmosfeer na te gaan.
- Meter voor geladen deeltjes (MSU-TASPD): dit mat de protonenflux tijdens de vlucht naar Mars.
- Polarimetrie-experiment: eveneens het resultaat van Frans-Russische samenwerking. Twee meters, VPM-I en VPM-II, legden verstrooid gepolariseerd licht vast, afkomstig van het Marsoppervlak. Hieruit kon structuur en textuur van het oppervlak van de rode planeet worden afgeleid. Daarnaast onderzocht men de atmosfeer en de daarin voorkomende aerosolen. De VPM-1 mat sterkte, polarisatiegraad en azimut via filters op negen golflengtes van 3420 tot 7490 Å (0,342 tot 0,749 µm). VPM-II deed dit met een filter op 5920 Å (0,592 µm). Beide instrumenten namen 8 metingen per seconde, de nauwkeurigheid bedroeg 0,01 rad, oftewel 20 km vanaf 2000 km hoogte.
- Gammastraling spectrometer, deze bevond zich in een 23,7 cm lange cilinder met een diameter van 8,8 cm, die op een uitstekende mast bevestigd was.
- Ultraviolet fotometer: hiermee bekeek de sonde de lagere en middelste gedeelten van de Martiaanse atmosfeer tot op een hoogte van 60 km. Hoofddoel was opsporing van ozon, maar andere bestanddelen, zoals aerosolen en waterdamp, bekeek het eveneens. Verder onderzocht het temperatuurprofielen, transport- en fotochemische processen in de dampkring. Deze tweekanaalsfotometer functioneerde op 2600 en 2800 Å (0,26 en 0,28 µm). Het apparaat scande de waargenomen rand van de planeet met een blikveld van ruwweg 0,08°. De lens concentreerde het opgevangen licht via een diafragma in een prisma, die de lichtstraal scheidde. Spiegels leidden het licht vervolgens naar de meter.
- Fotometer (0,32 - 0,87 micrometer): twee fotometers tastten op diverse golflengtes (van nabij-ultraviolet tot nabij-infrarood) het Marsoppervlak af, om eigenschappen van zowel rotsen als regoliet na te gaan. De ene fotometer, VFM-73, verrichtte waarnemingen van 0,32 tot 0,70 µm (3200 tot 7000 Å). Deze diende voor waarnemingen van een gebied onder een gevarieerde fasehoek en de metingen kenden een maximale afwijking van 2%. De andere, ITM-73, bekeek het gebied tussen 0,77 en 0,87 µm (7700 tot 8700 Å) om helderheidsverschillen te meten in het gebied waar de sonde overheen vloog. Diens metingen waren minder nauwkeurig, met een afwijking tot 20%.
- Infrarood spectrofotometer: de ISM-73 deed nauwkeurige metingen van infrarode reflectie en uitstraling door het Marsoppervlak. De 10 mm brede diafragmaopening had een blikveld van 0,0167 rad, overeenkomend met een gebied van 30 km vanaf een afstand van 1800 km.
- Infrarood fotometer (waterdamp), die keek hoeveel waterdamp de ijle Marsatmosfeer bevatte.
- Infrarood radiometer, functionerend tussen 110 en 310 K. Het had een blikveld van 1°; de maximale afwijking bedroeg minder dan 2 K bij 250 K.
- CO2 altimeter (fotometer): hiermee leidde men de hoogte van het terrein en plaatselijke luchtdruk af.
- Radio occultatie (op één frequentie), om de atmosferische dichtheid na te gaan. Als de sonde achter de planeet verdwijnt zorgt dit voor kleine frequentieverschillen in het ontvangen radiosignaal, veroorzaakt door atmosfeer of ionosfeer. De maximale afwijking in de atmosfeer bedroeg 0,2 km; in de ionosfeer bedroeg deze 2 km. De verkenner zond uit op een golflengte van 32 cm.
- Radio occultatie (op twee frequenties), om de concentratie elektronen in de ionosfeer aan dag- en nachtzijde van de rode planeet in kaart te brengen. De gebruikte golflengtes waren 8 en 32 cm. Dit experiment vond plaats op 10 februari 1974.
- Radiotelescoop: voor onderzoek tot 10 cm diepte van het oppervlak.
- Magnetometer, met een meetbereik van +60 tot -60 γ.
- Plasma-elektrisch veld onderzoek, dit bekeek de energie en verdeling van elektronen met lage energie, ionen en neutrale deeltjes.
- Radiostraling van de zon (genaamd Stereo), een gezamenlijk Russisch/Frans experiment. Het waarnemingstijdstip door het ruimtevaartuig viel samen met dat van observatoria op Aarde.
- Instrument om van de zon afkomstige kosmische straling te meten.

## Verloop van de vlucht

### Lancering en vlucht naar Mars
Mars 4 werd gelanceerd op 21 juli 1973 vanaf Tjoeratam te Bajkonoer met een Proton draagraket. Deze bracht de verkenner eerst in een parkeerbaan met een apogeum van 179 km, een perigeum van 147 km en een omlooptijd van 87,5 minuten. De inclinatie bedroeg 51,5° bij een excentriciteit van 0,00245. Van daaruit schoot de laatste trap het ruimtevaartuig op koers naar Mars. Op 30 juli 1973 voerde het toestel een koerscorrectie uit. Echter, de politici hadden de waarschuwing van de ontwerpers beter ter harte genomen. Twee van de drie kanalen van de boordcomputer raakten defect door de onbetrouwbare transistors. Dit maakte een tweede koerscorrectie onmogelijk.

### Aankomst
Op 10 februari 1974 bereikte Mars 4 zijn doel. Het vaartuig slaagde er niet in om in een baan rond Mars te komen. Door de storing in de boordcomputer functioneerde de remraket niet. Mars 4 vloog de rode planeet om 15.34 uur UTC voorbij op een afstand van 1844 km. Wel reageerde Mars 4 op commando's van de vluchtleiding en zwenkte in een andere positie. Om 15.32.41 uur UTC activeerde de verkenner zijn camera's; zo verkreeg men toch nog enige foto's. Het maken van de opnames duurde slechts zes minuten. Mars 4 zond twee panoramafoto's en twaalf groothoekopnames (allen met rood filter) naar de Aarde. Helemaal zonder wetenschappelijke waarde bleef deze missie niet. De door radio-occultatie aangeleverde gegevens leverden een eerste blik op de Martiaanse ionosfeer aan de nachtzijde van de planeet.
Na de passage kwam het vaartuig in een heliocentrische baan en verzamelde informatie over de interplanetaire ruimte. Mars 4 draait momenteel om de zon met een apoapsis van 1,63 AE en een periapsis van 1,02 AE bij een omlooptijd van 556 dagen en een inclinatie van 2,2°.

## Nasleep
Niet alleen Mars 4 mislukte: ook het resterende trio kende weinig succes. De behaalde wetenschappelijke resultaten, afgezet tegen de grote geleverde technische en financiële inspanningen, waren uiterst pover. Eind 1973 belegde het nieuwe hoofd van het Ruimteonderzoek Instituut een vergadering. In eerste instantie meenden de aanwezigen dat het Russische Marsprogramma best kon worden voortgezet. Maar hun directe concurrenten zaten niet stil, hadden betere ruimtevaarttechnologie en daarnaast veel meer geld beschikbaar (800 miljoen dollar tegen 100 miljoen roebel voor een missie). Bovendien stuurden de Amerikanen tijdens het volgende lanceervenster ongetwijfeld hun Viking 1 en 2 op pad. De verkenning van de rode planeet bleek technisch een brug te ver. De Sovjet-Unie verlegde haar aandacht daarom naar Venus met het Veneraprogramma. Zo werd Mars het domein van de Verenigde Staten.
Mars 1 · Mars 2 · Mars 3 · Mars 4 · Mars 5 · Mars 6 · Mars 7